# Rangjung Rigpe Dorje
Rangjung Rigpe Dorje var en tibetansk lama. Han var den 16:e inkarnationen av Karmapa och därmed överhuvud över Karma-Kagyü-skolan inom den tibetanska buddhismen.
Han föddes i Denkhok i Derge-distriktet i den tibetanska regionen Kham, nära Yangtze-floden. Sedan han identfierats som den 16:e inkarnationen av Karmapa fördes han till Palpungklostret i Derge. Vid sex års ålder genomförde han ceremonin med den "svarta kronan", som är symbol för Karmapa.
I februari 1959 strax innan det tibetanska upproret tog han med sig 160 studenter från Tsurphuklostret och begav sig till Bhutan, medförande många av skolans heligaste föremål och reliker. Kungen av Sikkim, Tashi Namgyal, erbjöd Karmpa land nära den plats där den 14:e Karmapa grundat ett kloster. Här grundade Karmapa 1966 ett nytt högkvarter för Karma-Kagyü i exilen.
1974 reste Rangjung Rigpe Dorje för första gången till Väst, då han besökte Europa, Kanada och USA, samt fick audiens hos påve Paulus VI. De följande åren ägnade han stor energi åt att sprida den tibetanska buddhismen i Väst och grundade många buddhistiska centra och kloster. Bland hans främsta anhängare i Väst återfinns bland annat den danske laman Ole Nydahl. Rangjung Rigpe Dorje avled hastigt och oväntat i Zion, Illinois, under ett längre besök i USA.
Efter Rangjung Rigpe Dorjes död uppstod en schism inom Karma-Kagyü om vem som skulle erkännas som den 17:e reinkarnationen av Karmapa. Både Dalai Lama i den tibetanska exilregeringen och de kinesiska myndigheterna erkänner Ogyen Trinley Dorje, medan Shamarpa, den andre högsta laman inom Karma-Kagyü, erkände Trinley Thaye Dorje.